# Eduard Knüppel

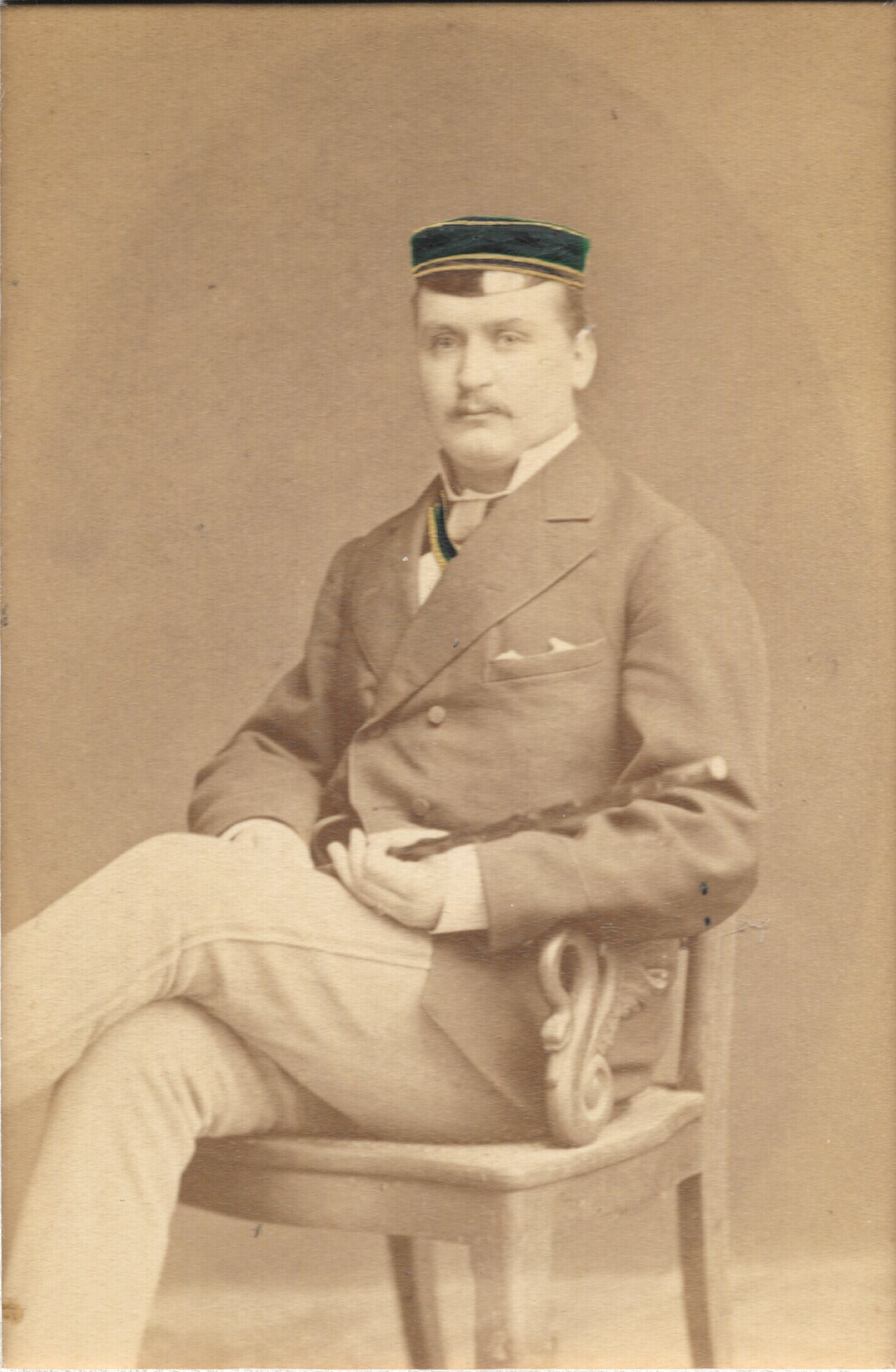
Eduard Knüppel

Eduard Knüppel (* um 1858; † 1928 in Würzburg) war ein deutscher Verwaltungsbeamter, unter anderem Geheimer Regierungsrat.

## Leben
Eduard Knüppel studierte an der Georg-August-Universität Göttingen. 1878 wurde er Mitglied des Corps Hercynia Göttingen. Nach Abschluss des Studiums trat er in den Staatsdienst des Reichslandes Elsaß-Lothringen. 1896/97 war er Kreisdirektor des Kreises Château-Salins, von 1897 bis 1901 des Kreises Gebweiler und von 1901 bis 1911 des Kreises Molsheim. Als Geheimer Regierungsrat charakterisiert, lebte er zuletzt als Kreisdirektor a. D. in Konstanz.